# Swainsboro
Swainsboro település az Amerikai Egyesült Államok Georgia államában, Emanuel megyében, melynek megyeszékhelye is. Lakosainak száma 7425 fő (2020. április 1.).

## Népesség
A település népességének változása:

| 2010 | 7 277 |
| 2020 | 7 425 |